# 鉄道事務所 (チャンネル)
鉄道事務所（中国語：鐵道事務所）は、主に台湾の鉄道に関する情報を共有するYouTubeチャンネルである。チャンネルの持ち主は台北建国高等学校と国立台湾大学電気工学科を卒業した許堯庭で、映画の中で所長と呼ばれている。

## 参考資料
1. ↑  施怡妏 (2020年12月6日). “內獅、枋山車站「現場直擊」！地點太詭異”. 《ETtoday》 2021年1月3日閲覧。
2. ↑  “深夜無人列車！捷運末班車後竟還有車 網驚：彷彿如月車站”. 《聯合報》. (2020年7月1日) 2021年1月3日閲覧。
3. ↑  “驚悚！深夜台北捷運末列班車　網看驚呼：「如月車站」？”. 《NOWnews今日新聞》. (2020年6月26日) 2021年1月3日閲覧。